# Степанов, Фёдор Фёдорович
Фёдор Фёдорович Степанов (9.4.1913 — 13.11.1986) — командир отряда 1-го тяжёлого бомбардировочного авиационного полка 23-й тяжелой бомбардировочной авиационной дивизии Дальнебомбардировочной авиации, капитан. Герой Советского Союза.

## Биография
Родился 9 апреля 1913 года в посёлке Саки, в семье рабочего. Русский. Член ВКП(б)/КПСС с 1942 года. Образование среднее. Работал в Севастопольском горкоме комсомола.
В Красной Армии с 1932 года. В 1933 году окончил Качинскую военную школу лётчиков. Участник освободительного похода советских войск на Украину и Западную Белоруссию 1939 года, советско-финской войны 1939—1940 годов. В боях Великой Отечественной войны с июня 1941 года.
Командир отряда 1-го тяжёлого бомбардировочного авиационного полка кандидат в члены ВКП(б) капитан Фёдор Степанов к январю 1942 года совершил 142 боевых вылета на бомбардировку важных объектов, уничтожение живой силы и техники противника.
Указом Президиума Верховного Совета СССР «О присвоении звания Героя Советского Союза начальствующему составу Военно-воздушных сил Красной Армии» от 20 июня 1942 года за «образцовое выполнение боевых заданий командования на фронте борьбы с немецкими захватчиками и проявленные при этом отвагу и геройство» удостоен звания Героя Советского Союза с вручением ордена Ленина и медали «Золотая Звезда».
В 1950 году лётчик окончил курсы усовершенствования офицерского состава при Военно-воздушной академии, в 1953 году — Военную академию Генерального штаба.
С 1962 года генерал-майор авиации Степанов Ф. Ф. — в запасе.
Жил в Киеве. Скончался 13 ноября 1986 года.

## Награды
Награждён орденом Ленина, четырьмя орденами Красного Знамени, орденом Александра Невского, двумя орденами Отечественной войны 1-й степени, орденом Красной Звезды, медалями.

## Память
Похоронен в Крыму — в его родном городе Саки. Могила на гражданском кладбище - объект культурного наследия регионального значения. Объект культурного наследия народов РФ регионального значения. Рег. № 911710855750005 (ЕГРОКН)